# ピーター・カム
ピーター・カム（金 培達、Peter Kam、1961年8月23日 - ）は、香港の作曲家、音楽プロデューサーである。映画音楽を数多く手掛け、代表作には『星願 あなたにもういちど』、『忘れえぬ想い』、『ウィンター・ソング』、『イザベラ』、『孫文の義士団』、『捜査官X』などがある。

## 経歴
14歳の時に家族とともにアメリカに移住。父はナイトクラブでピアノを弾いていた。夜通し家を空けなければならない夫のこともあり母は音楽をすることを反対し、父からピアノを教わることはできなかった。そのなかで父が自宅で譜面を起こしリハーサルをしていたことはカムにとって音楽の感覚と知識を身につける助けになったという。学校ではスクールバンドでサクソフォンを吹き、通っていたキリスト教会でピアノを習った。のちにサンフランシスコ州立大学でコンピュータを専攻したが、途中でDick Grove音楽学校へと移り、そこで作曲と編曲を学んだ。
卒業後は香港に戻り、コマーシャルソングからキャリアをスタート。1995年の冼智偉監督作『孽戀（原題）』で初めての映画音楽を手掛ける。1999年にはジングル・マ（馬楚成）監督の『星願 あなたにもういちど』において劇伴と主題歌を作曲、映画は主演女優セシリア・チャン（張柏芝）が歌う『星語心願』とともに大ヒットし、第19回香港電影金像奨で音楽賞（最佳原創電影音樂）と主題歌賞（最佳原創電影歌曲）をダブル受賞した。この作品の事をカムはこう語っている。「作曲家であるチャン・クォンウィン（陳光榮）が電話をくれ、この映画の音楽に感動したと言ってくれました。リスペクトする同業のプロフェッショナルにそう言われたことは私に大きな達成感を与えてくれたのです」。また同年公開のテディ・チャン（陳徳森）監督『パープルストーム 紫雨風暴』で金馬奨を獲得。
その後も上述のジングル・マ、テディ・チャンならびにイー・トンシン（爾冬陞）、パン・ホーチョン（彭浩翔）、ピーター・チャン（陳可辛）といった監督らからのリピート依頼をはじめ多くの作品を手掛けており、これまでに80本以上の映画を担当。劇中歌では作曲のみならず作詞や自らボーカルをつとめることもあり、様々な映画賞でノミネートを受け音楽賞や主題歌賞を何度も受賞している。なかでも2006年公開のパン・ホーチョン監督作『イザベラ』は第56回ベルリン国際映画祭と香港電影金像奨で音楽賞に輝き、今では香港を代表する作曲家となった。
映画音楽以外でも、多くの歌手のプロデュースや作曲を担当。楽曲を提供した主なアーティストには、アンディ・ラウ（劉徳華）、ジャッキー・チュン（張学友）、アーロン・クォック（郭富城）、ジャッキー・チェン（成龍）、ミリアム・ヨン（楊千嬅）、ニッキー・ウー（呉奇隆）、チョウ・ビーチャン（周筆暢）、ジョーダン・チャン（陳小春）、ニコラス・ツェー（謝霆鋒）、ジジ・リョン（梁詠琪）ケリー・チャン（陳慧琳）、カリーナ・ラム（林嘉欣）などがいる。
2008年に北京オリンピックの公式ソング『We Are Ready』、『難説再見』を、2009年には中国建国60周年記念ソング『国家』も作曲。以前より舞台の音楽も担当していたが近年はミュージカルの作曲に力を入れており、2015年には2本の新作が上演された。また自身がキリスト教であることから、中国語の讃美歌も創作している。

## 主な作品

### 映画音楽

#### 1990年代
- 孽戀（1995年）
- 狂野三千響（1996年）
- 嫲嫲帆帆（1996年）※趙增熹、許愿と共作
- 衝鋒隊怒火街頭（1996年）
- ボクらはいつも恋してる! 金枝玉葉2（1996年）※趙增熹と共作
- ゴッド・ギャンブラー 賭神伝説（1996年）※劉祖徳、林子揚、許愿と共作
- 夜半2點鐘（1997年）
- ナイスガイ（1997年）
- 高度戒備（1997年）
- ダウンタウン・シャドー（1997年）
- 對不起，多謝你（1997年）
- 香港ゾンビ ※褚鎮東と共作（1998年）
- 激戦 A True Mob Story（1998年）
- エンター・ザ・イーグル（1998年）
- ヴァーチャル・シャドー 幻影特攻（1998年）
- 星願 あなたにもういちど（1999年）
- パープルストーム 紫雨風暴（1999年）

#### 2000年代
- 東京攻略（2000年）
- 十二夜（2000年）※許愿、趙增熹、劉祖徳、人山人海と共作
- ダブルタップ（2000年）※褚鎮東と共作
- 夏日的麼麼茶（2000年）
- ジェネックス・コップ2（2000年）
- アクシデンタル・スパイ（2001年）
- ファイナル・ロマンス天若有情（2001年）
- 芭啦芭啦櫻之花（2001年）
- ユー・シュート、アイ・シュート（2001年）
- 驚天大逃亡（2001年）
- カルマ（2002年）※褚鎮東と共作
- THREE 臨死/回家（2002年）
- 金雞（2002年）
- 失憶𠝹女王（2003年）
- 大丈夫（2003年）※褚鎮東と共作
- 忘れえぬ想い（2003年）
- ジェイ・チョウを探して（2003年）
- 金雞2（2003年）※黄偉年と共作
- シルバーホーク（2004年）
- 這個阿爸真爆炸（2004年）※褚鎮東、黄偉年と共作
- ワンナイト・イン・モンコック（2004年）
- 我要做Model（2004年）
- 柔道龍虎房（2004年）
- ドラゴン・プロジェクト（2005年）
- 早熟 〜青い蕾〜（2005年）
- ぼくの最後の恋人（2005年）
- 童夢奇縁（2005年）
- ウィンター・ソング（2005年）※レオン・コー（高世章）と共作
- イザベラ（2006年）
- シルク（2006年）
- プロテージ/偽りの絆（2007年）
- 寶葫蘆的秘密（2007年）
- ウォーロード/男たちの誓い（2007年）※チャン・クォンウィン（陳光榮）、Chatchai Pongprapaphan、レオン・コー（高世章）と共作
- 些細なこと（2007年）
- 流浪漢世界盃（2009年）※王建威と共作
- 新宿インシデント（2009年）
- 孫文の義士団（2009年）※チャン・クォンウィン（陳光榮）と共作

#### 2010年代
- トリプルタップ（2010年）
- レイン・オブ・アサシン（2010年）
- 王朝の陰謀 判事ディーと人体発火怪奇事件（2010年）
- 恋人絮語（2010年）
- 兔俠傳奇（2011年）
- 捜査官X（2011年）※チャン・クォンウィン（陳光榮）、Chatchai Pongprapaphanと共作
- ブラッド・ウェポン（2012年）
- コールド・ウォー 香港警察 二つの正義（2012年）※王建威と共作
- 愛神（2013年）※王建威と共作
- 北京ロマン in シアトル（2013年）※王建威と共作
- アメリカン・ドリーム・イン・チャイナ（2013年）
- 聖誕玫瑰（2013年）
- 宮鎖沉香（2013年）
- インフェルノ 大火災脱出（2013年）※王建威と共作
- ドラゴン・フォー2 秘密の特殊捜査官　陰謀（2013年）
- 愛情無全順（2013年）
- ファイヤー・ストーム（2013年）
- 香港仔（2014年）
- 白髮魔女伝（2014年）
- ドラゴン・フォー3 秘密の特殊捜査官/最後の戦い（2014年）
- カンフー・ジャングル（2014年）
- 兔俠傳奇 2（2015年）
- 一路驚喜（2015年）
- ヘリオス 赤い諜報戦（2015年）
- 我是路人甲（2015年）
- 本がつなげる恋物語（2016年）
- コールド・ウォー 香港警察 堕ちた正義（2016年）
- ソウルメイト/七月と安生（2016年）※波多野裕介と共作
- 修羅の剣士（2016年）
- 大鬧天竺（2017年）
- 春嬌救志明（2017年）
- 大楽師・為愛配楽（2018年）

## 主な受賞歴
- 1999年

第36回金馬奨・最佳原創電影音樂『パープルストーム 紫雨風暴』
- 2000年

第19回香港電影金像奨・最佳原創音樂『星願 あなたにもういちど』
最佳原創電影歌曲《星語心願》：歌セシリア・チャン『星願～あなたにもう一度』
- 2004年

第23回香港電影金像奨・最佳原創音樂『忘れえぬ想い』
最佳原創電影歌曲《忘了忘不了》歌：セシリア・チャン『忘れえぬ想い』
- 2006年

第25回香港電影金像奨・最佳原創音樂『ウィンター・ソング』（レオン・コー（高世章）と連名）
最佳原創電影歌曲《如果•愛》歌：ジャッキー・チュン『ウィンター・ソング』

第56回ベルリン国際映画祭・最優秀映画音楽銀熊賞『イザベラ』
- 2007年

第26回香港電影金像奨・最佳原創音樂『イザベラ』
- 2008年

香港政府より榮譽勳章
- 2010年

第29回香港電影金像奨・最佳原創音樂『孫文の義士団』（チャン・クォンウィン（陳光榮）と連名）

香港政府より社會服務獎狀
- 2012年

第31回香港電影金像奨・最佳原創音樂『捜査官X』（チャン・クォンウィン（陳光榮）とチャッチャイ・ポンプラパーパン（Chatchai Pongprapaphan）との連名）
第6回アジア・フィルム・アワード・最佳原創音樂『捜査官X』
- 2013年

第32回香港電影金像奨・最佳原創音樂『コールド・ウォー 香港警察 二つの正義』
- 2017年

第36回香港電影金像奨・最佳原創音樂『七月與安生（原題）』（波多野裕介との連名）